# 로키 리눅스
로키 리눅스(Rocky Linux)는 레드햇 엔터프라이즈 리눅스(RHEL) 운영 체제 소스 코드를 사용한 다운스트림의 완전한 이진 호환 릴리스를 목표로 개발된 리눅스 배포판이다. 이 프로젝트의 목표는 커뮤니티가 지원하는 운영 환경 등급의 기업 운영 체제를 제공하는 것이다. 로키 리눅스의 첫 출시 후보(RC)는 2021년 4월 30일에 출시되었으며 최초 GA(general availability) 버전은 2021년 6월 21일 출시되었다. 로키 리눅스 8는 2029년 5월까지 지원된다.

## 후원
이 프로젝트의 후원자로는 아마존 웹 서비스, 구글 클라우드, 마이크로소프트 애저, 네이버 클라우드 등이 있다.

## 같이 보기
- CentOS